# سی/۲۰۱۴یوان۲۷۱
سی/۲۰۱۴ یوان ۲۷۱ (برناردینلی و برنشتاین) (به انگلیسی: C/2014 UN271)، یک دنباله‌دار بل القوه بزرگ ابر اورت است که اخترشناسان پدرو برناردینلی و گری برنشتاین آن را در نگاره‌های بایگانی‌شدهٔ بررسی انرژی تاریک (DES) کشف کرده‌اند.
هنگامی که نخستین تصویر در اکتبر ۲۰۱۴ گرفته شده، این جسم ۲۹ واحد نجومی (۴٫۳ میلیارد کیلومتر) از خورشید فاصله داشته که تقریباً به‌اندازهٔ فاصلهٔ خورشید تا مدار نپتون است، و این بیشترین فاصله‌ای است که یک دنباله‌دار تاکنون کشف شده‌است. در سال ۲۰۲۱، در فاصله ۱۹ واحد نجومی (۲٫۸ بیلیون کیلومتر) تا ۲۱ واجد نجومی (۳٫۱ میلیارد کیلومتر) به خورشید نزدیک شده بود و در ژانویه ی ۲۰۳۱. به فاصلهٔ ۱۰٫۹ واحد نجومی (درست خارج از مدار کیوان) می‌رسد.

## نامگذاری
این شیء در ابتدا به عنوان موقت خرده‌سیاره 2014 UN271 شناخته شد، که 2014 سالی‌است که در آن نخستین تصویر کشف آن شیء گرفته شده است.